# 居尔日
居尔日（法語：Gurgy，法語發音：[ɡyʁʒi]）是法国勃艮第-弗朗什-孔泰大区约讷省的一个市镇，属于欧塞尔区。

## 地理
居尔日（47°51'59"N, 3°33'37"E）面积13.12 平方千米，位于法国勃艮第-弗朗什-孔泰大區约讷省，该省份为法国中北部内陆省份，西接卢瓦雷省，西北接塞纳-马恩省，南至涅夫勒省，东临科多尔省，东北与奥布省接壤。
与居尔日接壤的市镇（或旧市镇、城区）包括：约讷河畔舍米伊、莫内托、阿普瓦尼、希什里、埃里、塞涅莱。

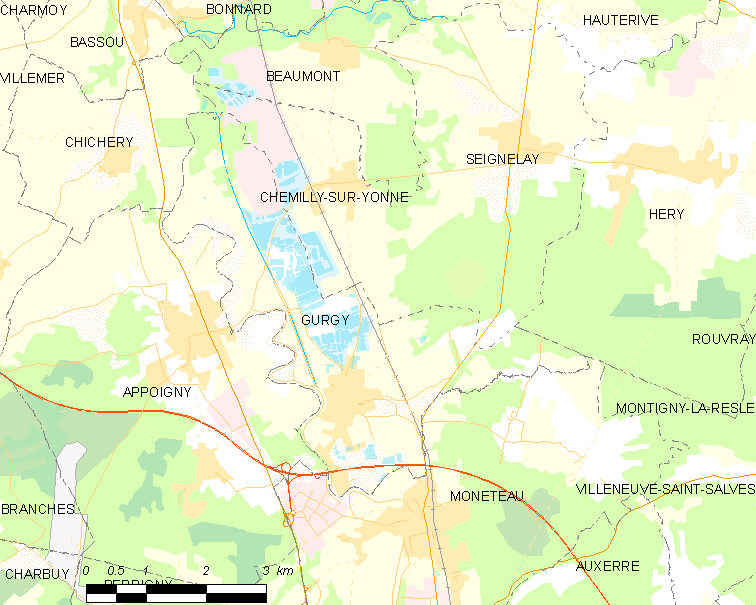
居尔日的OSM定位图

居尔日的时区为UTC+01:00、UTC+02:00（夏令时）。

## 行政
居尔日的邮政编码为89250，INSEE市镇编码为89198。

## 政治
居尔日所属的省级选区为欧塞尔第二县。

## 人口

1962-2008年间居尔日人口变化图示

居尔日于2022年1月1日时的人口数量为1724人。